# Expat
Expat — свободная потокоориентированная библиотека парсинга XML, написанная на C. Как один из наиболее доступных XML-парсеров, широко используется в открытом программном обеспечении. Среди проектов, использующих её: Apache, Mozilla Firefox, GNU Debugger, PureBasic, Perl, Python и PHP.

## История
Разработчик Джеймс Кларк опубликовал версию 1.0 в 1998 году, будучи лидером XML Working Group на консорциуме Всемирной паутины. Он выпустил еще две версии, 1.1 и 1.2, до передачи проекта группе под руководством Кларка Купера и Фреда Дрейка в 2000 году. Новая команда выпустила версию 1.95.0 в сентябре 2000 года и продолжает выпускать новые версии, исправляющие баги и добавляющие улучшения.

## Размещение
Проект имеет хостинг на GitHub. Доступны версии для наиболее популярных операционных систем.

## Использование
Для использования Expat, в программе сначала нужно установить функции-обработчики для определённых событий. Когда Expat разбирает XML-файл, он вызывает установленные функции в соответствующих случаях (например, начало тега, конец тега, текст внутри тега), передавая им необходимые параметры. Expat предоставляет возможность обрабатывать более сложные ситуации, такие как объявление пространств имён XML и сущности DTD.
События Expat напоминают события SAX, но, несмотря на это, Expat не является SAX парсером. Будучи потокоориентированным парсером, Expat позволяет приостанавливать разбор и возобновлять разбор в произвольный момент времени.